# Alexander Todua

a Compétitions nationales et continentales officielles uniquement.

b Matchs officiels uniquement.
Dernière mise à jour le 23 juillet 2025.
Alexander Todua (en géorgien : ალექსანდრე თოდუა), aussi connu sous le nom de Sandro Todua (en géorgien : სანდრო თოდუა), né le 2 novembre 1987 à Tbilissi (URSS), est un joueur international géorgien de rugby à XV qui évolue au poste d'ailier.

## Biographie
Sandro Todua commence sa carrière internationale avec l'équipe de Géorgie en 2008. En 2009, il est membre de l'équipe des Lelo Saracens qui remporte le Championnat de Géorgie.
Il s'impose rapidement au sein de la sélection géorgienne et est sélectionné pour la Coupe du monde 2011.
En 2012, il quitte son club des Lelo Saracens Tbilissi, pour rejoindre le club français Sporting club albigeois en Pro D2. Il y évolue avec d'autres joueurs géorgiens, dont Vakhtang Maisuradze, Giorgi Tetrashvili et Vakhtangi Akhobadze. Il s'impose comme un élément important au sein de son équipe, jouant 19 matchs, dont 15 en tant que titulaire. À la fin de la saison, il est sélectionné avec l'équipe de Géorgie de rugby à sept pour participer à la Coupe du monde de rugby à sept 2013.
Toujours présent au sein de l'effectif albigeois pour la saison 2013-2014, il inscrit son premier essai en Pro D2 en début de saison, face à l'AS Béziers. Non conservé par le SC Albi, il rentre finalement en Géorgie pour la saison 2014-2015, au sein de son ancien club des Lelo Saracens. Dès la première saison de son retour, il aide son club à remporter un troisième titre consécutif, inscrivant notamment deux essais en finale. En septembre 2015, il est de nouveau inclus dans l'effectif de la Géorgie pour une Coupe du monde, cette fois-ci celle en Angleterre. En 2016, les Lelo Saracens remportent un quatrième titre d'affilée, le deuxième pour Todua. Toujours titulaire avec la Géorgie, il participera aux campagnes victorieuses en Championnat d'Europe en 2016, 2018 et 2019.
À l'intersaison 2018, il quitte les Lelo Saracens et rejoint le RC Batoumi. Son choix est payant, puisqu'il remporte un nouveau titre national dès sa première saison au club. Quelques mois plus tard, il est sélectionné pour une troisième Coupe du monde avec la Géorgie. Il inscrit lors du match contre l'Uruguay son premier essai en Coupe du monde. Quelques jours plus tard, il inscrit un nouvel essai, cette fois-ci face à l'Australie. En 2020, il est sélectionné pour jouer la Coupe d'automne des nations, et y joue trois matchs. En 2021, il intègre la franchise géorgienne du Black Lion qui évolue en Rugby Europe Super Cup.
Fin août 2023, il est sélectionné pour sa quatrième Coupe du monde sous les couleurs de la Géorgie.
En novembre 2024, il connaît sa 115e cape internationale contre les All Blacks XV (en), rejoignant Merab Kvirikashvili à la seconde place des joueurs Géorgiens les plus capés,.
Au mois de juillet 2025, il égale Davit Kacharava et ses 122 capes contre l'Afrique du Sud, devenant ainsi le co-détenteur du plus grand nombre de capes en équipe de Géorgie.

## Palmarès

### En club
- Vainqueur du Championnat de Géorgie en 2009, 2015 et 2016 avec les Lelo Saracens et en 2019 et 2022 avec le RC Batoumi.
- Vainqueur de la Rugby Europe Super Cup en 2021-2022, 2022, 2023 et 2024 avec le Black Lion.

### En équipe nationale
- Vainqueur du Championnat d'Europe en 2008, 2010, 2012, 2014, 2016, 2018, 2019, 2020, 2021, 2022, 2023, 2024 et 2025 avec l'équipe de Géorgie.